# Clara Butt
Pour les articles homonymes, voir Butt.
Clara Ellen Butt (1er février 1872 — 23 janvier 1936), parfois appelé Clara Butt-Rumford après son mariage, est une contralto anglaise. Elle est connue pour sa voix remarquable, imposante et sa technique de chant étonnamment agile.

## Enfance et carrière
Clara Butt nait à Southwick (en), Sussex. Son père, Henry Albert Butt, né en 1848 à Saint Martin, Jersey, Channel Islands, est capitaine dans la marine, il se marie avec Clara Hook en 1869. Sa mère est née à Shoreham-by-Sea et est la fille de Joseph Hook, un marin également. Un de ses frères est l'acteur Lawson Butt (1880-1956).
En 1880, la famille Butt déménage dans le port de Bristol et Clara étudie à la South Bristol High School où son habileté vocale est remarquée et son talent encouragé. À la demande de la directrice de l'école, elle suit les cours de la basse Daniel Rootham et rejoint le Bristol Festival Chorus dont il est le directeur musical. Butt obtient une bourse du Royal College of Music en janvier 1890. Lors de sa quatrième année d'études au collège, elle part étudier trois mois à Paris aux frais de la Reine Victoria. Clara étudie également à Berlin et en Italie.
Elle fait ses débuts professionnels au Royal Albert Hall à Londres dans la cantate The Golden Legend (en) de Sir Arthur Sullivan. La représentation a lieu le 7 décembre 1892. Trois jours plus tard elle apparait dans Orphée et Eurydice de Gluck au Lyceum Theatre. Le critique Bernard Shaw écrit dans The World « qu'elle a largement surpassée ce qu'on pouvait attendre en termes de divertissement » (14 décembre 1892).
Elle retourne vivre à Paris et suit les cours de Jacques Bouhy (le professeur de Louise Homer et Louise Kirkby Lunn). Plus tard elle affine son talent à Berlin avec la soprano à la retraite Etelka Gerster. Le compositeur français Camille Saint-Saëns entend parler de Clara et veut qu'elle travaille son opéra Dalila mais à cause de la loi interdisant la représentation de spectacle à thèmes bibliques en Angleterre, le projet n’aboutit pas.
Ses attributs vocaux acquièrent rapidement une excellente réputation en Angleterre, renforcés par sa forte présence physique sur scène : elle mesure 1,88 m. Elle enregistre plusieurs phonographes, souvent accompagnée par la pianiste Lillian Bryant. Clara Butt a effectué plusieurs enregistrements du chant The Lost Chord d'Arthur Sullivan, et son amie Fanny Ronalds (en), dans son testament de 1916, lègue le manuscrit original de la chanson à Butt. Elle commence sa carrière comme chanteuse de concert et apparait dans seulement deux opéras, Orfeo ed Euridice de Gluck, montés en 1892 et 1920. Edward Elgar compose Sea Pictures pour contralto et orchestre avec Clara Butt en tête comme soliste, et elle crée le chant au festival de Norwich Festival le 5 octobre 1899 avec le compositeur à la direction.

## XXesiècle
Elle se marie en 1900 avec le baryton Kennerly Rumford et ils se produisent ensuite régulièrement ensemble en concert. Ils ont trois enfants, deux garçons et une fille.
En plus de chanter dans d'importants festivals et concerts, Clara honores des commandes royales et chante devant la Reine Victoria, le Roi Édouard VII et le Roi George V. Elle fait des tournées en Australie, au Japon, au Canada, aux États-Unis et dans plusieurs villes européennes.
Pendant la Première Guerre mondiale, elle organise et chante plusieurs concerts pour des œuvres de charité et elle est faite Dame Commander of the Order of the British Empire (DBE) pour cela lors des honneurs civils de 1920. Elle chante cette année-là lors de quatre représentations d'Orphée et Eurydice de Gluck Covent Garden, avec Miriam Licette (en), sous la direction de Sir Thomas Beecham.
Les trois sœurs de Butt sont également chanteuses. Ethel Hook devient une contralto connue, fait quelques enregistrements, et en 1926 apparait dans un des premiers films parlant tourné avec le procédé Phonofilm de Lee De Forest.
Clara Butt est ensuite touchée par plusieurs tragédies. Son fils ainé meurt de méningite alors qu'il est encore à l'école et son plus jeune se suicide. Pendant les années 1920, elle est atteinte d'un cancer. Elle fait plusieurs concerts assise dans une chaise roulante. Elle meurt en 1936 à 63 ans dans sa maison à North Stoke (en), Oxfordshire.

## Réputation
Sir Thomas Beecham dit un jour, humoristiquement, de Butt : « Par beau temps, vous auriez pu entendre sa voix de l'autre côté de la Manche ».
En effet, tous les musiciens n'admiraient pas sa voix forte de contralto, qui peut être confondue avec celle d'un homme dans certains enregistrements, ou son approche populiste de l'art. Dans son autobiographie, le chef d'orchestre Sir Adrian Boult évoque l'anecdote dans laquelle deux jeunes musiciens font une balade à bicyclette un après-midi. Il s'arrêtent au bout d'un moment et s'assoient pour discuter sur l’herbe. Un des jeunes hommes regarde sa bicyclette et dit qu'il va l'appeler Stanley car c'est un chanteur (Sir Charles Santley (en) est un baryton connu à cette époque, Singer est également le nom de la bicyclette). L'autre lui répond qu'il va appeler la sienne Clara Butt car elle ne l'est pas. Le second jeune homme note le froid du premier lors du voyage retour et réalise en lisant la presse que son compagnon, Robert Kennerly- Rumford (1870-1957), est fiancé à Clara Butt.

## Sources
- (en) Michael Ainger, Gilbert and Sullivan – A Dual Biography, Oxford, Oxford University Press, 2002, 504 p. (ISBN 0-19-514769-3, lire en ligne)
- Biography, Oxford Dictionary of National Biography
- Andrea Suhm-Binder's biography page
- Winifred Ponder, Clara Butt - Her Life-Story, London: George Harrap, 1928. Reprinted, New York: Da Capo Press, 1978.  (ISBN 0-306-77529-8)
- (en) « Clara Butt », dans The Nuttall Encyclopædia, 1900 [détail de l’édition]